# Stormfall: Age of War
Stormfall: Age of War ist ein soziales Handyspiel, das von Plarium erstellt und im November 2012 auf Facebook veröffentlicht wurde. Plarium führte Stormfall: Rise of Balur als Fortsetzung ein.

## Gameplay und Handlung
Stormfall: Age of War stellt Spieler vor die Aufgabe, eine Armee und ein Schloss im Königreich von Darkshine zu erstellen. Die Spieler müssen strategische Fähigkeiten anwenden, um Burgen zu bauen, Ressourcen zu verwalten und an der Spieler-gegen-Spieler-Kriegführung unter der Führung von Lord Oberon, dem Beschützer von Stormfall, teilzunehmen. Das Spiel hat einen top-down isometrischen Kamerawinkel und 2D-Grafik im Retro-Stil. Militäreinheiten der Spieler können gegnerische Basen überfallen, ihre eigene Basis verteidigen und dazu verwendet werden, am Gruppenkrieg in einem Ligasystem teilzunehmen.

## Musik
Das Spiel verfügt über einen vollständig bearbeiteten Soundtrack, mit Sound der vom BAFTA-Gewinner Jesper Kyd komponiert und produziert wurde. Die Stücke Stormfall und Barbarians & Dragons aus dem Spiel sind auf seinem 2015 veröffentlichten Album Five Worlds of Plarium enthalten.

## Kritiken
Laut Julien Codorniou, dem Leiter der europäischen Plattformpartnerschaften von Facebook im Jahr 2013, wurde das Spiel weltweit zu einem der zwanzig am schnellsten wachsenden Spiele auf Facebook. Pete Davison von Adweek nannte Stormfall „eine sehr solide Ergänzung der wachsenden Reihe von Mid-Core-Strategie-Titeln im sozialen Netzwerk“ (auf Facebook bezogen) und schrieb, dass es „solide Gameplay, vernünftige (wenn auch etwas inkonsistente) Präsentation und reichlich Dinge zu tun.“